# Wild and Free
Wild and Free è il quarto album in studio del musicista reggae giamaicano Ziggy Marley, pubblicato nel 2011.

## Tracce
1. Wild and Free (featuring Woody Harrelson) – 4:50
2. Forward to Love – 3:43
3. It (featuring Heavy D) – 4:38
4. Changes (featuring Daniel Marley) – 4:07
5. Personal Revolution – 4:54
6. Get Out of Town – 4:35
7. Roads Less Traveled – 4:03
8. Mmmm Mmmm – 3:31
9. Welcome to the World – 4:13
10. A Sign – 3:21
11. Reggae in My Head – 3:54
12. Elizabeth – 4:15